# 권혁철
권혁철( 1973년, 5월 26일 )은 은퇴한 축구 선수로서 현재 경기대학교 감독을 맡고 있다. 경기도 이천시 출신으로 이천제일고등학교, 동의대학교를 졸업하였다. 이후
한일생명 축구단, 대전 코레일 축구단 , 수원 삼성 블루윙즈 등에서 활약했다.                     은퇴후 비교적 어린나이에 감독생활을 시작했다.

## 일화
- 수원삼성에서 입단후 급성간염을 발견하고

치료후 회복하던중 감독제의를 받고 어린나이에
감독생활을 시작한다.

## 배출선수
- 서동현 (축구 선수)
- 정선호 (축구 선수)
- 가솔현
- 양형모

## 수상내역
양평중학교
- 청자배 우승 (2005년)

- 춘계중등축구연맹전 우승 (2007년)

신한고등학교
- 경기도지사기 우승 (2007년)

- 춘계고등축구연맹전 우승 (2011년)

- 여주세종대왕배 준우승 (2013년)

이천제일고등학교
- 무학기 전국축구대회 3위 (2014년)

- 춘계고등축구연맹전 u-17 우승  (2015년)

- 이천쌀배 전국축구대회 우승 (2015년)

- 대한축구협회장배 3위 (2016년)

- 무학기 전국축구대회 우승 (2016년)

- 전국고등축구리그 우승 (2016년)

- 전국고등축구리그 우승 (2018년)

- 금석배 전국축구대회 3위 (2019년)

## 같이 보기
- 1997 K리그 드래프트